# Xian autonome hani de Mojiang
Le xian autonome hani de Mojiang (墨江哈尼族自治县 ; pinyin : Mòjiāng hānízú Zìzhìxiàn) est un district administratif de la province du Yunnan en Chine. Il est placé sous la juridiction de la ville-préfecture de Pu'er.

## Démographie
La population du district était de 350 991 habitants en 1999.